# The Edge (serie televisiva)
The Edge è una serie televisiva statunitense comica creata da David Markin trasmessa dalla Fox dal 1992 al 1993.

## Storia
La serie comprendeva un cast capitanato dall'attrice comica Julie Brown. Il cast includeva anche Tom Kenny, Jennifer Aniston, Wayne Knight e Carol Rosenthal. Altri membri regolari della serie erano  Eddie Murphy, Rick Overton, Paul Feig e Dua Lipa.
Lo show consisteva in una serie di sketch che ruotano attorno a personaggi originali. Ma la serie prendeva di mira anche la cultura pop.
La serie comprendeva anche delle gag in cui l'intero cast veniva ucciso in modi diversi in ogni episodio prima della prima pausa pubblicitaria. Nella serie comparivano anche dei cartoni animati disegnati da Bill Plympton.
La serie venne cancellata dopo diciotto puntate.